# Blaise Alexandre Desgoffe
Blaise Alexandre Desgoffe (Parijs, 17 januari 1830 – Parijs, 2 mei 1901) was een Frans schilder, die zich gespecialiseerd had in stillevens. Hij was  een neef van de schilder Alexandre Desgoffe.

## Biografie
Blaise Alexandre Desgoffe begon aan de kunstacademie van Parijs op 7 oktober 1852 in het atelier van Hippolyte Flandrin. Na een opleiding in historieschilderkunst wendde hij zich tot het schilderen van stillevens. Hierin zou hij zich ontwikkelen tot een virtuoos schilder, die doet denken aan de Hollandse meesters uit de zeventiende eeuw. Hij exposeerde in de Parijse salon van 1857 tot 1882.

## Onderscheidingen
- 1878 Legioen van Eer

- Bibliothèque nationale de France: cb17110755q (data)
- Gemeinsame Normdatei: 129926930
- International Standard Name Identifier: 0000 0000 6687 6954
- Library of Congress Control Number: no2009092231
- Base Léonore: LH//847/39
- RKD-Nederlands Instituut voor Kunstgeschiedenis: 22164
- Système universitaire de documentation: 168688743
- Union List of Artist Names: 500004713
- Virtual International Authority File: 50320125
- WorldCat: E39PBJdGRr66g6CGHDgHW7rrMP